# Убивство у Месопотамії
«Убивство в Месопотамії» (англ. Murder in Mesopotamia) — детективний роман англійської письменниці Агати Крісті, один із найбільших творів її «східного циклу» за участю Еркюля Пуаро. Вперше опублікований у Великій Британії 6 липня 1936 року видавництвом «Collins Crime Club».
Заснований на особистих враженнях А. Крісті від археологічних розкопок в Іраку під керівництвом Ленарда Вуллі, у яких вона брала участь в 1929 і 1930 роках. Роман відрізняється яскравим психологізмом, завдяки чому багато в чому виходить за рамки літературних канонів середини 1930-х років.
Роман, дія якого розвертається в Іраку в період британського протекторату (до 1932 року), присвячено розслідуванню нез’ясованого вбивства дружини відомого шведського археолога доктори Лайднера, що керує розкопками в містечку Тель-Ярімджі.
Роман є приквелом написаного раніше нею знаменитого роману Убивство у «Східному експресі», тобто Пуаро сідає на цей поїзд уже після свого відвідування Іраку й розслідування цього вбивства.

## Сюжет
Медсестра Емі Лезерен прибуває до Іраку на розкопки в Тель-Ярімджі. На прохання відомого археолога Еріка Лайднера вона стає доглядальницею його дружини. Кохана Лайднера наче цілком здорова, а проте не здатна позбутися загадкового відчуття тривоги і боїться навіть найменшого поруху вітру. Та Емі недовго доводиться доглядати жінку. Місіс Лайднер помирає за дивних обставин. Еркюль Пуаро, який проїздом опинився неподалік місця подій, вирішує допомогти в розслідуванні. На нього чекає складне завдання, адже кожен із підозрюваних має залізне алібі.